# Henry Travers
Henry Travers (n. 5 martie 1874, Prudhoe, Northumberland – d. 18 octombrie 1965, Hollywood, California) a fost un actor englez. Cel mai memorabil rol al său a fost cel al îngerului Clarence Odbody în filmul  O viață minunată (It's a Wonderful Life, 1946).

## Biografie
Travers s-a născut ca Travers John Heagerty în Prudhoe, fiind fiul medicului Daniel Heagerty. Travers a copilărit în Berwick-upon-Tweed, mulți biografi ai săi afirmând greșit că s-a născut acolo. Familia Travers a locuit în Prudhoe mai mulți ani, înainte de a se muta la  Woodburn, pe drumul A68 lângă Corsenside, Northumberland, în cca. 1866, apoi la Tweedmouth, Berwick-upon-Tweed, în cca. 1876. Inițial s-a specializat ca arhitect la  Berwick înainte de a urca pe scena teatrului sub numele  Henry Travers.

## Carieră
Ca actor de teatru în Anglia, el a emigrat în Statele Unite, apărând în diferite producții cinematografice la  Hollywood începând cu 1933. A apărut în ultimul său film în  1949. Cel mai faimos rol al lui Travers este cel al îngerului  Clarence care vine să salveze personajul interpretat de James Stewart de la sinucidere în clasicul film al lui  Frank Capra, It's a Wonderful Life. De asemena a fost nominalizat la premiul  Oscar- pentru  rolul său din filmul D-na. Miniver.

## Filmografie selectivă
- The Invisible Man (1933)
- Death Takes a Holiday (1934)
- Born to Be Bad (1934)
- After Office Hours (1935)
- Escapade (1935)
- Four Hours to Kill! (1935)
- The Sisters (1938)
- Dodge City (1939)
- Dark Victory (1939)

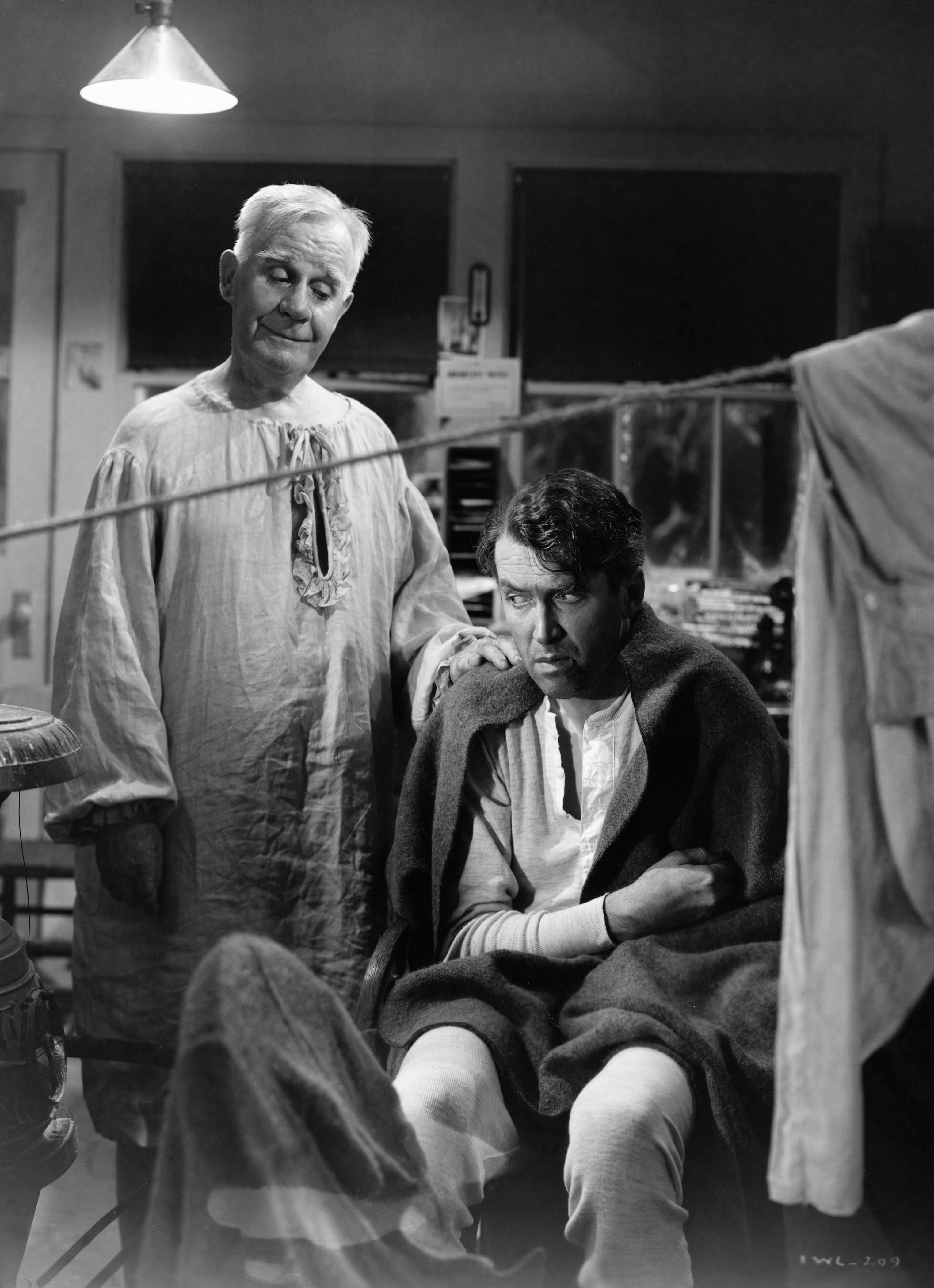
Travers (stânga) în cel mai faimos rol al său, Clarence Odbody în It's a Wonderful Life

- You Can't Get Away with Murder (1939)
- Stanley and Livingstone (1939)
- The Rains Came (1939)
- Primrose Path (1940)
- Edison, the Man (1940)
- High Sierra (1941)
- Ball of Fire (1941)
- Mrs. Miniver (1942)
- Random Harvest (1942)
- Shadow of a Doubt (1943)
- Madame Curie (1943)
- Dragon Seed (1944)
- The Very Thought of You (1944)
- None Shall Escape (1944)
- Thrill of a Romance (1945)
- The Naughty Nineties (1945)
- The Bells of St. Mary's (1945)
- The Yearling (1946)
- It's a Wonderful Life (1946)
- Gallant Journey (1946)
- The Girl from Jones Beach (1949)

## Viață personală
La moartea sa în 1965, Travers a fost îngropat la  Forest Lawn Memorial Park Cemetery din Glendale, California, USA.

## Legături externe
- Henry Travers la Internet Movie Database
- Henry Travers on television
- Henry Travers la Internet Broadway Database
- Henry Travers la Find a Grave